# 飛魚雲豹音樂工團
飛魚雲豹音樂工團，台灣原住民族樂團，從事原住民古調採集、文字整理及演唱。曾獲台灣第22届金曲奖最佳原住民语歌手奖。

## 發行唱片
| 唱片名稱          | 歌手   | 發行時間 |
| ----------------- | ------ | -------- |
| 百年排灣 風華再現 | 林廣財 | 2010年   |

## 外部連結
- 飛魚雲豹音樂工團 （页面存档备份，存于）